# Jyalawadgi, Mundargi
Jyalawadgi là một làng thuộc tehsil Mundargi, huyện Gadag, bang Karnataka, Ấn Độ.